# Glamorgan
Glamorgan o Glamorganshire (en gal·lès: Morgannwg) va ser un dels tretze comtats històrics i un anterior comtat administratiu de Gal·les. Va ser originalment un regne medieval amb variats noms i límits fins que va ser pres pels Normands.
Situat a la regió de Gal·les del Sud, Glamorgan va ser ulteriorment dividit en tres comtats de West Glamorgan, Mid Glamorgan i South Glamorgan.
El 1996 va ser dividit en deu autoritats unitàries: Merthyr Tudful, Sir Caerffili, Blaenau Gwent, Torfaen, Monmouthshire, Newport, Cardiff, Swansea, Bro Morgannwg, Bridgend i Rhondda Cynon Taf.